# Assembleia da Irlanda do Norte
A Assembleia da Irlanda do Norte (Em irlandês: Tionól Thuaisceart Éireann; Em inglês: Northern Ireland Assembly) é um dos órgãos que compõem o poder legislativo da Irlanda do Norte. Foi estabelecido em 1998 através do Acordo de Belfast, e tem poder de atuação nas áreas que não são de responsabilidade exclusiva do Parlamento do Reino Unido, a principal instituição a exercer o poder legislativo no país. O atual presidente do parlamento é do Sinn Féin. Devido a discordâncias sobre o Protocolo sobre a Irlanda do Norte, os unionistas se recusaram a formar governo, deixando o governo e a assembleia suspensos.        

## Composição partidária
| Partido | Partido                       | Ideologia                | Espectro        | Grupo        | Membros |
| ------- | ----------------------------- | ------------------------ | --------------- | ------------ | ------- |
|         | Sinn Féin                     | Socialismo democrático   | Centro-esquerda | Nacionalista | 27 / 90 |
|         | Partido Democrático Unionista | Conservadorismo          | Direita         | Unionista    | 25 / 90 |
|         | Aliança                       | Liberalismo              | Centro          | Transversal  | 17 / 90 |
|         | Partido Unionista do Ulster   | Conservadorismo liberal  | Centro-direita  | Unionista    | 9 / 90  |
|         | SDLP                          | Social-democracia        | Centro-esquerda | Nacionalista | 8 / 90  |
|         | Voz Unionista Tradicional     | Conservadorismo nacional | Direita         | Unionista    | 1 / 90  |
|         | Pessoas Antes do Lucro        | Socialismo               | Esquerda        | Transversal  | 1 / 90  |
|         | Independentes                 | Diversa                  | Diversa         | Unionista    | 2 / 90  |

#### Composição por afiliação étnica
| Grupo | Grupo        | Membros |
| ----- | ------------ | ------- |
|       | Unionista    | 37 / 90 |
|       | Nacionalista | 35 / 90 |
|       | Transversal  | 18 / 90 |

## Comitês
O parlamento ainda possui 16 comitês. São eles:
- Comitê do Escritório Executivo
- Comitê das Comunidades
- Comitê de Economia
- Comitê de Educação
- Comitê de Finanças
- Comitê de Infraestrutura
- Comitê de Saúde
- Comitê de Justiça
- Comitê de Revisão do Poder Executivo
- Comitê de Auditoria
- Comitê de Negócios
- Comitê de Produtores
- Comitê de Contabilidade Pública
- Comitê de Padrões, e Privilégios

## Galeria

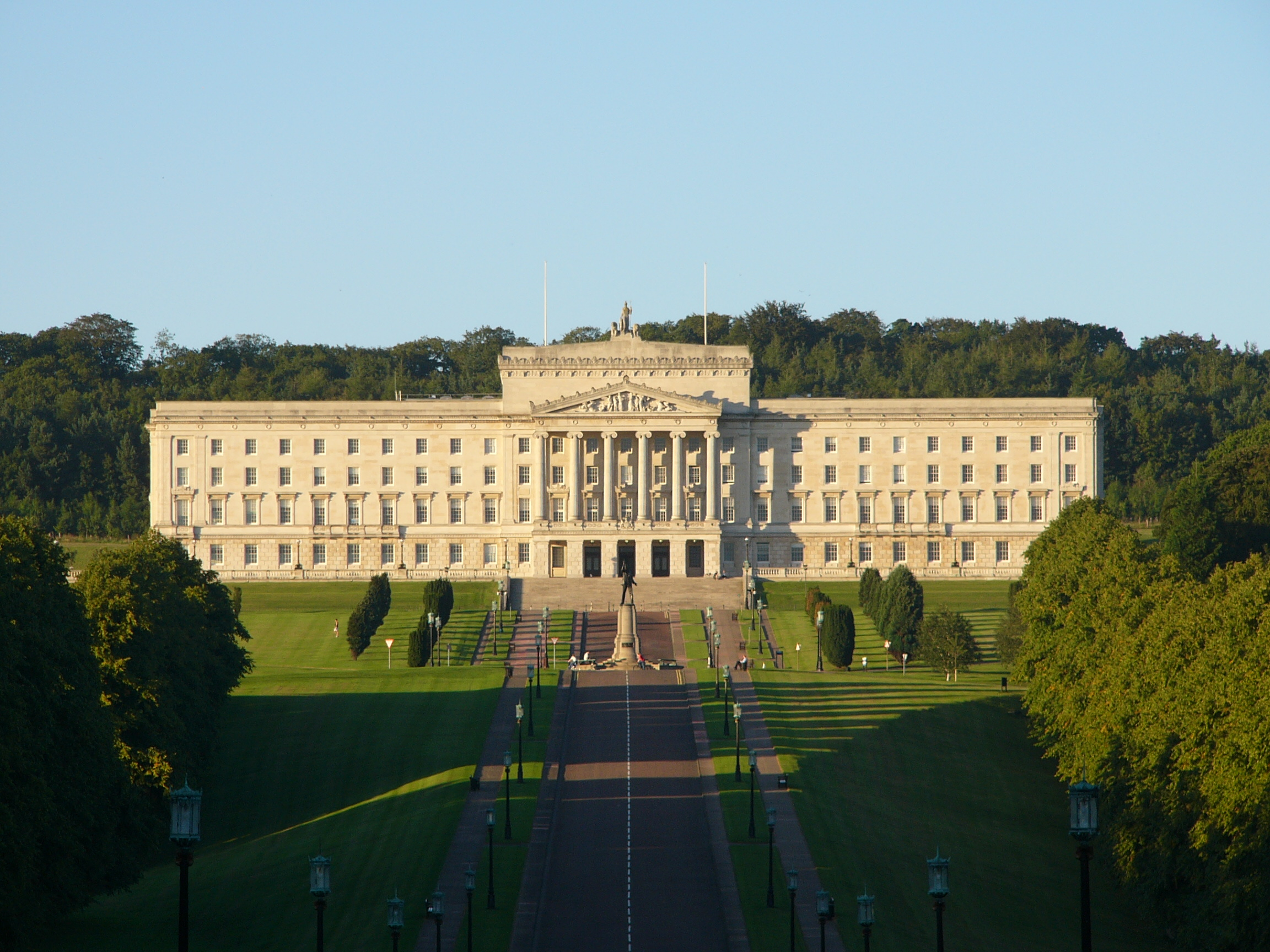
Assembleia em Belfast.
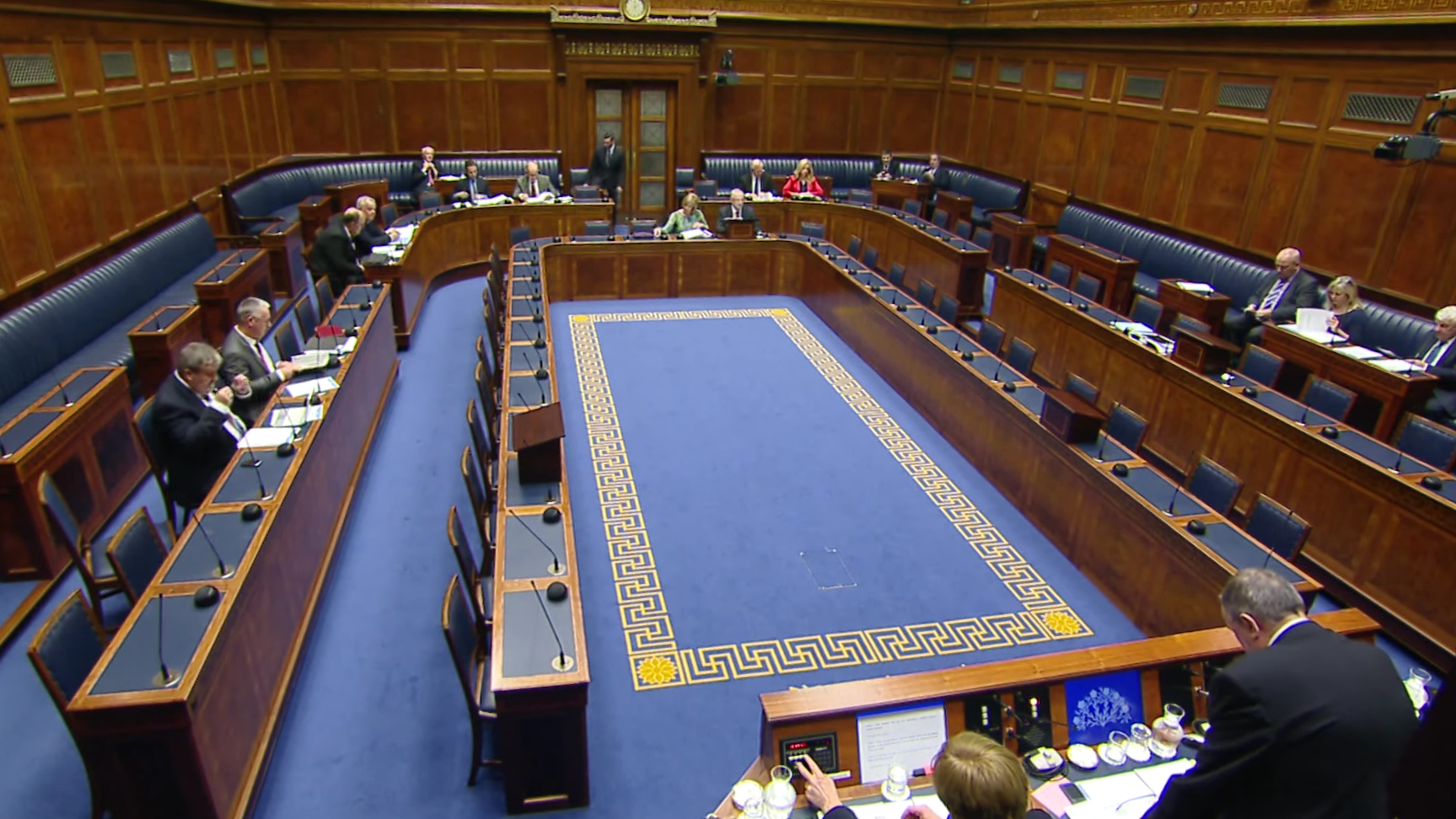
A Câmara da Assembleia nos edifícios do parlamento.